# Veritatis Splendor
Veritatis Splendor (с лат. — «Сияние Истины») — энциклика Иоанна Павла II о некоторых основных проблемах нравственного учения Церкви. Вышла 6 августа 1993 года.

## Структура
Энциклика состоит из трёх частей, введения и заключения.
- Введение.
- Часть I. «Учитель благой, что сделать мне доброго?»
- Часть II. «И не сообразуйтесь с веком сим»
  - I. Свобода и Закон
  - II. Совесть и истина
  - III. Основной выбор и его конкретные элементы
  - IV. Нравственное действие
- Часть III. «Чтобы не упразднить креста Христова»
- Заключение

## Содержание
От Иоанна Павла II длительное время ждали энциклики, посвящённой моральным проблемам и учению Церкви, касающегося нравственности, тем более, что Второй Ватиканский собор уделил мало внимания теологии морали.
Впервые Иоанн Павел заявил о своем намерении выпустить энциклику по моральной теологии в 1987 году в апостольском послании «Spiritus Domini», которое было посвящено 200-летию смерти святого Альфонса Лигуори, видного морального теолога XVIII века. Это говорит о том, что работа над «Veritatis Splendor» велась по крайней мере шесть лет. Однако работа над новым изданием Катехизиса Католической церкви, который вышел в свет 25 июня 1992 года, отложила появление новой энциклики.
Теология морали считалась в XX веке одним из труднейших вопросов католической теологии, в особенности сложным считался вопрос о связи морали и нравственности со смыслом свободы воли. В спорах о смысле свободы и связи её с нравственностью католические дебаты по моральной теологии затронули некоторые из наиболее спорных вопросов общественной жизни конца XX века.
Возможно, в связи с этим энциклика «Veritatis Splendor» не устанавливала каких-либо незыблемых границ и не давала однозначных ответов на спорные вопросы. Иоанн Павел II скорее мягко предлагает, не навязывая, своё видение сложных вопросов, опираясь, в первую очередь, на Евангелие.
В первой части «Veritatis Splendor» присутствует размышление над евангельской историей о богатом молодом человеке, который пришел к Иисусу и спросил: «Учитель Благий! что сделать мне доброго, чтобы иметь жизнь вечную?» (Мф. 19.16). Исторически многие католические комментаторы рассматривали его вопрос в контексте священнического призвания. Для Иоанна Павла II он — любой человек, задающий вопрос, который преследует или вдохновляет каждую человеческую жизнь: какое добро должен я сделать, чтобы реализовать вечное благо?.
Особо Иоанн Павел II останавливается на вопросе разнообразия, как важном факторе современного существования. Разнообразие культур и традиций различных народов и необходимость уважать и учитывать их в христианской миссии — одна из важнейших тем всего понтификата «папы-путешественника», однако в «Veritatis Splendor» папа настаивает на существовании универсального морального закона, единого для всех людей и встроенного в человеческую сущность, причём папа подчёркивает, что универсальность этого морального закона может и должна служить основой для серьезного диалога между людьми различных культур. Убийство, геноцид, рабство, проституция, торговля женщинами и детьми, аборты, — утверждает папа — всегда в корне порочны, поскольку по самой своей природе наносят ущерб как жертвам, так и преступникам.
Можно говорить об универсальности естественного закона. Так как он запечатлен в разумной природе личности, то обязателен для каждого существа, одаренного разумом, независимо от исторической эпохи его существования. Устремляясь к совершенству присущим ей особым образом, человеческая личность должна делать добро и избегать зла, заботиться о передаче и сохранении жизни, умножать богатство окружающего мира, улучшать общественную жизнь, искать истину, совершать добрые поступки, созерцать прекрасное
.
В подготовке «Veritatis Splendor» принимало участие несколько влиятельных католических богословов. При редактировании Иоанн Павел консультировался с епископами и теологами по всему миру. Среди главных консультантов называют бельгийского доминиканца Сервеса Ринкерса, кардинала Йозефа Ратцингера (будущего папу Бенедикта XVI), коллег Иоанна Павла II по Люблинскому католическому университету Тадеуша Стышеня и Анджея Шостека, а также главного теолога папского двора — швейцарского доминиканца Георга Котьера. Тем не менее, Иоанн Павел II, безусловно, был ведущей интеллектуальной силой в написании «Veritatis Splendor» от начала и до конца, что подтверждается тем же Ратцингером.
После публикации энциклики Иоанн Павел регулярно получал как позитивные, так и негативные отзывы на «Veritatis Splendor», причём не только от католических, но и от протестантских и иудейских теологов.